# Das Sonntagsbuch

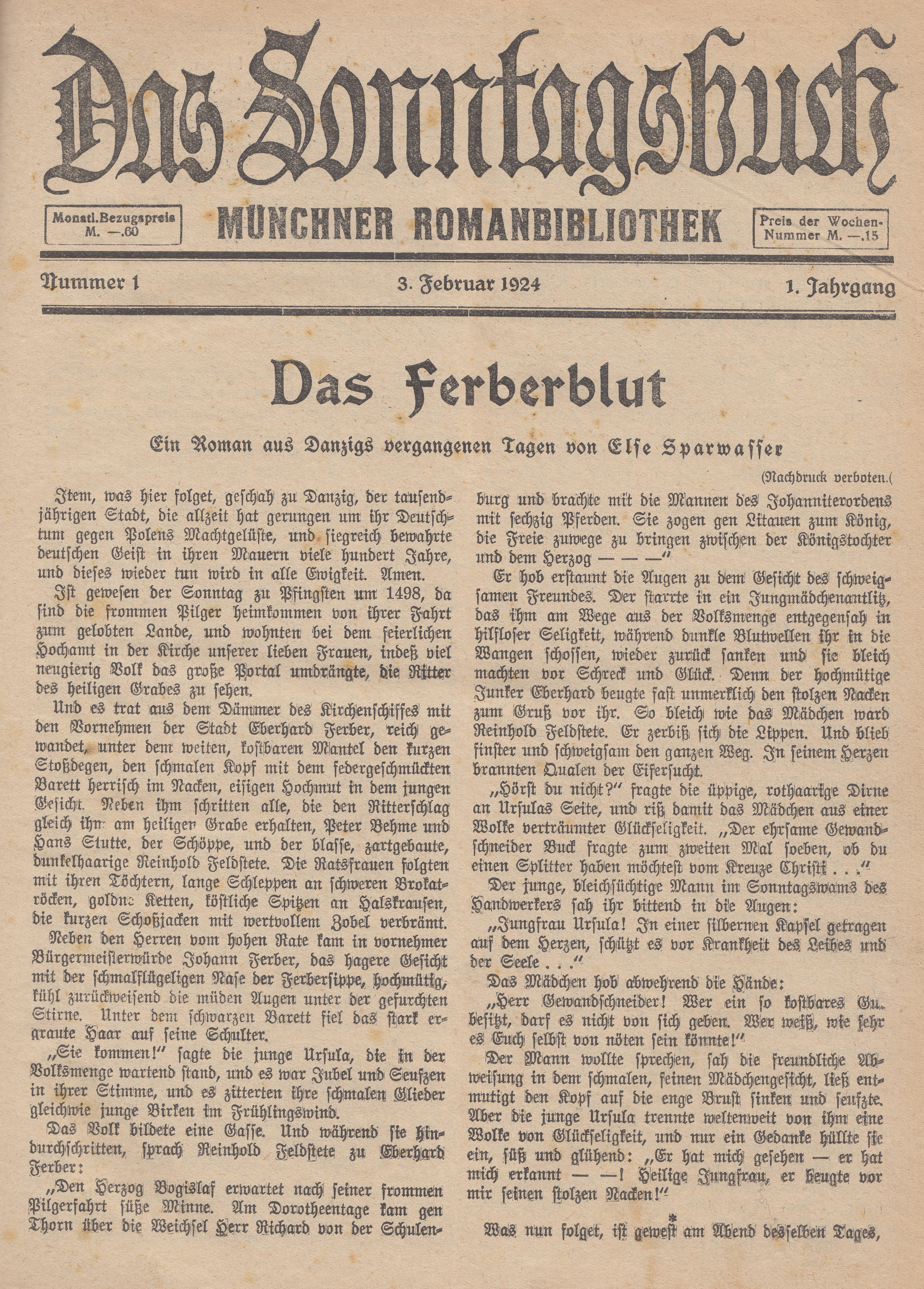
Erste Nummer von Das Sonntagsbuch am 3. Februar 1924 mit der ersten Folge des Romans Das Ferberblut von Else Sparwasser

Das Sonntagsbuch : Deutsche Romanbibliothek war eine literarische Wochenzeitschrift, die von Februar 1924 bis Dezember 1927 als Beilage zu deutschen und österreichischen Tageszeitungen erschien. Sie bestand aus Romanen und Novellen, die als Serie (Fortsetzungsroman) abgedruckt wurden. Im Untertitel hieß sie anfangs Münchner Romanbibliothek, ab 1925 Deutsche Romanbibliothek. Sie erschien in der Verlagsanstalt München GmbH des Medienunternehmers Georg Osterkorn.
Insgesamt erschienen 204 Ausgaben, das Einzelheft meist mit jeweils 20 oder 24 Seiten. Im ersten Jahr wurden 48, im zweiten bis vierten Jahr jeweils 52 Hefte veröffentlicht. Das Druckformat war so gehalten, dass Sammler aus den einmal gefalteten Seiten der Zeitungsbeilage beim Buchbinder einen Sammelband im Quart-Format 4°  machen lassen konnten, um sich eine Bibliothek anzulegen. So erklärt sich der Untertitel Romanbibliothek.

## Verlag und Vertrieb
Das Sonntagsbuch war nicht frei verkäuflich, sondern wurde ausschließlich über Zeitungsverlage vertrieben, die diese Beilage abonnierten. Der Verlag war Herausgeber des Süddeutschen Zeitungsdienstes (SZ), eine journalistische Presseagentur, die bayerische und österreichische Provinzzeitungen mit Nachrichten und Leitartikeln belieferte. Außerdem gab der Verlag den Presseausschnitt- und Dokumentationsdienst Zentralarchiv für Politik und Wirtschaft mit einer gleichnamigen Zeitschrift heraus. Diese musste 1923, dem Jahr der Hyperinflation, Währungs- und Wirtschaftskrise, vorübergehend (1923–1925) eingestellt werden. Um die Umsatzausfälle auszugleichen, wurde Das Sonntagsbuch konzipiert.
Es war kein personalintensives Produkt mit Originalbeiträgen. Der Verlag wählte Romane aus, für die er billig Nachdruckrechte einkaufen konnte oder bei denen der Urheberrechtsschutz abgelaufen war. Vorrangig wandte sich der Verlag an Bestandskunden. Den Zeitungsredaktionen, die den SZ abonniert hatten, wurde eine fertig gesetzte, vorproduzierte wöchentliche Unterhaltungsbeilage angeboten. Für manche Kunden wurde sogar der eingedruckte Titel geändert. Die fränkische Tageszeitung Nürnberg-Fürther Morgenpresse verbreitete die Beilage mit dem Untertitel Romanbibliothek der Nürnberg-Fürther Morgenpresse : Magazin für Unterhaltung und Belehrung. Die Tageszeitung Regensburger Neueste Nachrichten verfuhr ebenso. Diese Ausgaben waren allerdings mit allen anderen identisch.
Der Süddeutsche Zeitungsdienst wurde um 1926 aus der Verlagsanstalt München herausgelöst und von den Redakteuren Kurt Sendtner, Eugen August Tutter und Dr. Curt Meyer (dem ersten Schriftleiter von Das Sonntagsbuch) als Herausgeber in einer eigenen Firma weitergeführt. Das Sonntagsbuch verblieb hingegen in der Redaktion und geschäftlichen Verantwortung des Osterkorn-Verlags.

## Redaktionelles Konzept und Romanauswahl

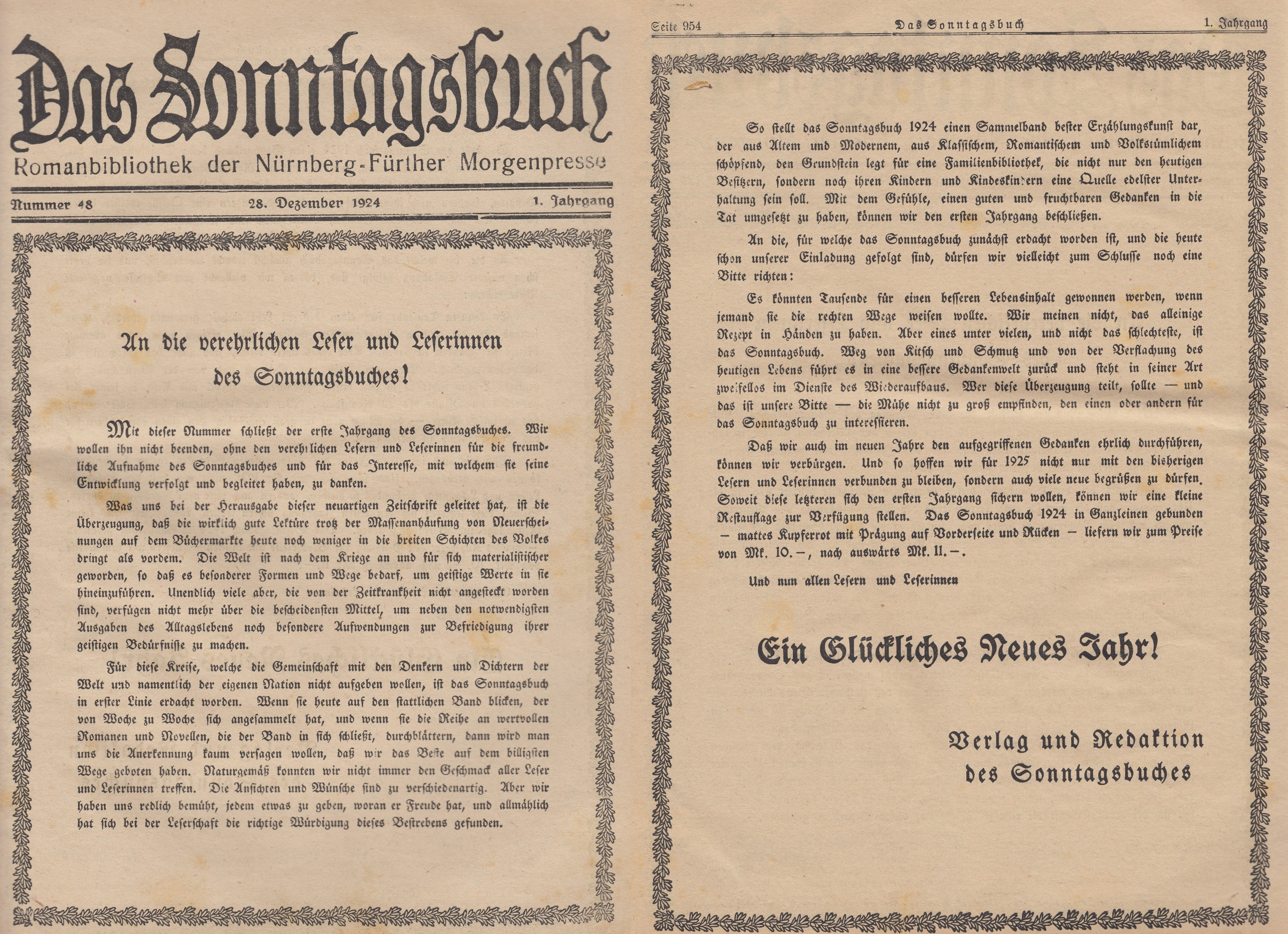
Die Redaktion wendet sich am 28. Dezember 1924 „an die verehrlichen Leser“ und erläutert mit Blick auf die erschienenen 47 Ausgaben des ersten Jahrgangs das Konzept von Das Sonntagsbuch. Diese Ausgabe gehört zu einer Teilauflage mit dem Untertitel Romanbibliothek der Nürnberg-Fürther Morgenpresse, erschien also bei der fränkischen Tageszeitung als Sonntagsbeilage.

Den „verehrlichen Lesern und Leserinnen“ schrieb die Redaktion Ende 1924 von ihrer „Überzeugung, dass die wirklich gute Lektüre trotz der Massenanhäufung von Neuerscheinungen auf dem Büchermarkt heute noch weniger in die breiten Schichten des Volkes dringt als vordem“. Das Sonntagsbuch solle „weg vom Kitsch und Schmutz und von der Verflachung des heutigen Lebens“ zurück führen „in eine bessere Gedankenwelt“. In diesem Sinne erscheine die Zeitungsbeilage „zweifellos im Dienste des Wiederaufbaus“ nach dem verlorenen Weltkrieg und der Wirtschaftskrise. Das Sonntagsbuch stelle „einen Sammelband bester Erzählkunst dar, der aus Altem und Modernem, aus Klassischem, Romantischem und Volkstümlichen schöpfend, den Grundstein legt für eine Familienbibliothek“. Das war buchstäblich gemeint. Die Ausgaben waren gespickt mit Werbung, die Einzelhefte als Sammelband zur Buchform binden zu lassen. Noch heute verkaufen Antiquariate gelegentlich Sonntagsbuch-Privatbindungen.
Für den ersten Jahrgang 1924 wurden vor allem Romane und Novellen ausgewählt, die vielfach von Frauen und von österreichischen Schriftstellern verfasst worden waren, und solche, die den wachsenden Publikumsappetit auf Heimat und Historie bedienten. Im alten Danzig spielte Else Sparwassers Das Ferberblut (1924), im alten Brüssel Clara Hohraths Fintje (1905) und im alten Nordfriesland Ingeborg Andresens Nebelland (1905). Nordische Fischerjungen-Idylle bot auch Wilhelm Poecks Islandzauber (1904). In Mähren spielte die Dorfintrige Cyrill Wallenta (1904) von Jakob Julius David, in der Untersteiermark Rudolf Hans Bartschs sentimentale Bergwald-Romanze Frau Utta und der Jäger (1914), in Tirol Königin Heimat (1921) von Rudolf Greinz und in der Eifel Das Weiberdorf (1900) von Clara Viebig, eine noch 100 Jahre später mehrfach aufgelegte Geschichte über einen Weiler, in dem die im Ruhrpott schuftenden Männer nur im Urlaub erscheinen und es dann krachen lassen. Das hatte einst einen kleinen Skandal ausgelöst. Das galt auch für Ludwig Anzengrubers österreichisches Mädchenschicksal Der Schandfleck (1876). Ein Außenseiter war die amerikanische Detektiv- und Kriminalgeschichte Enterbt (1910) von Richard Dallas (Pseudonym für den Staatsanwalt und Politiker Nathan Winslow Williams). Beigemischt wurde ältere Weltliteratur, so Robert Louis Stevensons Die Schatzinsel (1881) und Fjodor Dostojewskis Der Idiot (1868). Im Folgejahr 1925 erschienen u. a. Erzählungen von Waldemar Bonsels und Ludwig Thoma.

## Redaktion
Die Schriftleitung der neuen Beilage übernahm zunächst der SZ-Redakteur Curt Meyer (* 1884 in Jauer; † unbekannt). Der Literaturwissenschaftler hatte in Breslau und München Deutsch, Geschichte und Geografie studiert. An der Universität Breslau schrieb er bei dem Literaturhistoriker Max Koch eine Doktorarbeit über die Romane des Görlitzer Junkers Friedrich von Uechtritz und wurde 1911 promoviert. Meyer, der zwei Jahre später Ko-Herausgeber und Miteigentümer des Süddeutschen Zeitungsdienstes werden sollte, betreute den Start der Zeitschrift im Februar 1924 und insgesamt 36 Ausgaben bis Oktober 1924.
Ab Heft 37 lag die Schriftleitung vorübergehend bei Margarete Melzer (* 1901 in Nürnberg; † 1959 in Nürnberg), der späteren Theater- und Filmschauspielerin und Malerin. Sie verantwortete die Zeitschrift von Heft 37 des ersten Jahrgangs bis März 1925 mit Heft 9 des zweiten Jahrgangs. Sie übergab die Aufgabe an Walter Gyßling (* 1903 in München; † 1980 in Zollikon), der seit Anfang 1925 als Redakteur für SZ und ab 1926 auch das wieder aufgelegte Zentralarchiv arbeitete. Gyßling betreute die Zeitschrift ab Heft 10 des zweiten bis Ausgabe 52 des vierten Jahrgangs, mit der im Dezember 1927 das Erscheinen eingestellt wurde.